# Trachyderes cauaburi
Trachyderes cauaburi är en skalbaggsart som beskrevs av Hüdepohl 1985. Trachyderes cauaburi ingår i släktet Trachyderes och familjen långhorningar. Inga underarter finns listade i Catalogue of Life.